# Kuba na Letních olympijských hrách 1976
Kubu na Letních olympijských hrách 1976 v kanadském Montréalu reprezentovalo 156 sportovců, z toho 132 mužů a 24 žen. Nejmladším účastníkem byl David Rodriguez (17 let, 19 dní), nejstarším pak Servilio Torres (34 let, 110 dní). Reprezentanti vybojovali 13 medailí, z toho 6 zlatých, 4 stříbrné a 3 bronzové.

## Medailisté
| Medaile | Jméno | Sport    | Disciplína                     |
| ------- | --- | -------- | ------------------------------ |
| Zlato   | Alberto Juantorena | atletika | muži běh na 400 m              |
| Zlato   | Alberto Juantorena | atletika | muži běh na 800 m              |
| Zlato   | Jorge Hernández | box      | muži váha lehká muší           |
| Zlato   | Ángel Herrera | box      | muži váha pérová               |
| Zlato   | Teófilo Stevenson | box      | muži váha těžká                |
| Zlato   | Héctor Rodríguez | judo     | muži                           |
| Stříbro | Alejandro Casañas | atletika | muži běh na 110 metrů překážek |
| Stříbro | Andrés Aldama | box      | muži váha lehká velterová      |
| Stříbro | Ramón Duvalón | box      | muži váha muší                 |
| Stříbro | Sixto Soria | box      | muži váha polotěžká            |
| Bronz   | Rolando Garbey | box      | muži váha lehkotěžká do 71 kg  |
| Bronz   | Luis Felipe Martínez | box      | muži váha střední              |
| Bronz   | Alfredo Figueredo Victor García Diego Lapera Leonel Marshall Steward Ernesto Martínez Lorenzo Martínez Jorge Pérez Antonio Rodríguez Carlos Salas Victoriano Sarmientos Jesús Savigne Raúl Virches | volejbal | turnaj mužů                    |